# Matino
Matino är en ort och kommun i provinsen Lecce i regionen Apulien i Italien. Kommunen hade 11 444 invånare (2017).